# 圣蒙唐
圣蒙唐（法語：Saint-Montan，法語發音：[sɛ̃ mɔ̃tɑ̃]）是法国阿尔代什省的一个市镇，位于该省东南部，属于普里瓦区。

## 地理
圣蒙唐（44°26'23"N, 4°37'30"E）面积33.18 平方千米，位于法国奥弗涅-罗讷-阿尔卑斯大区阿尔代什省，该省份为法国东南部内陆省份，北起顺时针与卢瓦尔省、伊泽尔省、德龙省、沃克吕兹省、加尔省、洛泽尔省和上盧瓦爾省接壤。
与圣蒙唐接壤的市镇（或旧市镇、城区）包括：圣昂代奥勒堡、格拉、拉尔纳、维维耶、栋泽尔。

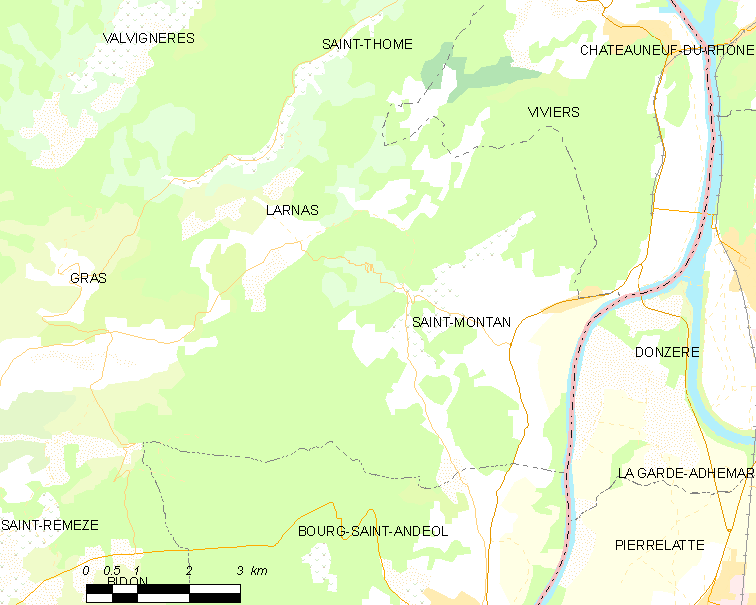
圣蒙唐的OSM定位图

圣蒙唐的时区为UTC+01:00、UTC+02:00（夏令时）。

## 行政
圣蒙唐的邮政编码为07220，INSEE市镇编码为07279。

## 政治
圣蒙唐所属的省级选区为圣昂代奥勒堡县。

## 人口

1962-2008年间圣蒙唐人口变化图示

圣蒙唐于2022年1月1日时的人口数量为1955人。